# Klaus Ebner
Klaus Ebner, (n 8 august 1964 la Viena, Austria) este un scriitor și traducător austriac.

## Notă biografică
În timpul studiului limbilor romanice, al filologiei germane și al traducerii la Universitatea din Viena Klaus Ebner activă în timpul anilor '80 atât la un cerc, cât și la o revistă literară. Începu apoi a profesa efectuând traduceri, cursuri lingvistice, precum și colaborând la programe de educație în tehnologia informației. Autorul concepu în anii '90 articole și cărți de specialitate cu privire la teme de software și de rețea.
Deja în timpul liceului s-au născut texte în proză de dimensiuni mai reduse, lirică, teatru radiofonic. Publicațiile văzură lumina tiparului cu predilecție în magazine literare și culturale. Prezența în reviste și antologii se intensifică din 2004. Klaus Ebner este autor de proză epică (roman, povestire, proză scurtă), eseuri și poezie. O parte a poeziilor sale le creă în limba catalană. Cu sprijinul unei subvenții pentru literatură a guvernului austriac autorul scrise un eseu de călătorie despre statul din Pirinei Andorra.
Klaus Ebner trăiește și profesează în Schwechat și este membru al uniunilor scriitorilor Grazer Autorinnen Autorenversammlung (GAV) și Österreichischer Schriftstellerverband (ÖSV).

## Premii și distincții literare
- 2014 Premi de Poesia Parc Taulí
- 2008 Subvenție pentru literatură a guvernului austriac
- 2007 Wiener Werkstattpreis 2007 Viena
- 2007 Subvenție pentru călătorie literară a guvernului austriac
- 2007 Mențiune la Premio Internazionale di Poesia Nosside (Reggio Calabria)
- 2005 Feldkircher Lyrikpreis (locul 4)
- 2004 La Catalana de Lletres 2004, mențiune și includere în antologia concursului literar (Barcelona)
- 1988 Erster Österreichischer Jugendpreis pentru romanul Nils
- 1984 Premiul teatrului radiofonic al revistei literare Texte (locul 3)
- 1982 Erster Österreichischer Jugendpreis pentru nuvela Das Brandmal

## Prezent în antologii
- Die Stadt und das Meer; eseu, în: Reisenotizen, FAZ Verlag, Viena, 2007, ISBN 978-3950229943
- Routiniert; povestire, în: Sexlibris, Schreiblust Verlag, Dortmund 2007, ISBN 978-3-9808-2781-2
- Weinprobe; povestire, în: Das Mädchen aus dem Wald, Lerato-Verlag, Oschersleben (BRD) 2006, ISBN 3-938882-14-X
- Das Begräbnis; povestire, în: Kaleidoskop, Edition Atelier, Viena 2005, ISBN 3-902498-01-3
- Abflug; povestire, în: Gedanken-Brücken, Edition Doppelpunkt, Viena 2000, ISBN 3-85273-102-X
- Island; lirică, în: Vom Wort zum Buch, Edition Doppelpunkt, Viena 1997, ISBN 3-85273-056-2
- Heimfahrt; povestire, în: Ohnmacht Kind, Boesskraut & Bernardi, Viena 1994, ISBN 3-7004-0660-6
- Träume; proză scurtă, în: Junge Literatur aus Österreich 85/86, Österreichischer Bundesverlag, Viena 1986, ISBN 3-215-06096-5

## Opera literară catalană
- El perquè de tot plegat; lirică, în: La Catalana de Lletres 2004, Cossetània Edicions, Barcelona 2005, ISBN 84-9791-098-2
- Capvespre venecià; lirică, în: Jo Escric.com